# 保城広至
保城 広至（ほしろ ひろゆき、1975年 - ）は、日本の国際政治学者。東京大学社会科学研究所教授。大平正芳記念賞、アジア政経学会優秀論賞受賞。

## 人物・経歴
愛媛県生まれ。1999年筑波大学第一学群社会学類卒業。2001年東京大学大学院総合文化研究科国際社会科学専攻修士課程修了、日本アイ・ビー・エム入社。2005年東京大学大学院総合文化研究科国際社会科学専攻博士課程中途退学。2007年博士（学術）の学位を取得。
日本学術振興会特別研究員、コーネル大学客員研究員、東京大学東洋文化研究所助手、東京大学東洋文化研究所助教などを経て、2010年東京大学社会科学研究所准教授。2011年高麗大学校アジア問題研究所ARIフェロー。2014年ミュンヘン大学日本センター客員研究員。2019年東京大学社会科学研究所教授。
専門は国際関係論、現代日本外交論。
著書『アジア地域主義外交の行方：1952-1966』で大平正芳記念賞受賞。論文「1962年の「アジア共同体」－OAEC構想と日本」でアジア政経学会優秀論賞受賞。

## 著書
- 『アジア地域主義外交の行方：1952-1966』木鐸社 2008年
- 『ホワイトハウスのキューバ危機: マルチエージェント・シミュレーションで探る核戦争回避の分水嶺』(阪本拓人, 山影進と共著）書籍工房早山 2012年
- 『歴史から理論を創造する方法：社会科学と歴史学を統合する』勁草書房 2015年
- 『国境を越える危機・外交と制度による対応：アジア太平洋と中東』（東京大学社会科学研究所と共編）東京大学出版会 2020年